# قنطيون أجرد
قنطيون أجرد (الاسم العلمي:Canthium glabrum) هو نوع من النباتات يتبع جنس القنطيون من الفصيلة الفوية.